# ريدبيرد (تكساس)
ريدبيرد، دالاس، تكساس

ريدبيرد، دالاس (بالإنجليزية: Redbird, Dallas)‏ هي مدينة أمريكية تقع في ولاية تكساس.